# أبو بكر كاكي
أبو بكر خميس كاكي (21 يونيو 1989) عداء سوداني وأصغر عداء في العالم يفوز بذهبية في سباق 800 متر في الصالات المغلقة.
في فبراير 2008 حقق زمن قدره 2:15.7 بسباق 1000 م في السويد وبعد تتويجه بذهبية بطولة العالم لألعاب القوى للصالات المغلقة 2008 في 9 مارس 2008 في بلنسية سجل اسمه كأصغر بطل في العالم يفوز بذهبية في سباق 800 متر عن عمر 18 عاما و262 يوم.
في 6 يونيو 2008 فاز بذهبية ألعاب بيزلت في أوسلو للدوري الذهبي بزمن 1:42.69 وقام بتحطيم الرقم السابق كأفضل زمن مسجل للشباب للعداء الكيني جافث كيموتاي المسجل في 1997 بزمن قدره 1:43.64.
لم يتأهل للأدوار النهائية في ألعاب القوى في الألعاب الأولمبية الصيفية 2008 في بكين وجاء في المركز الثامن في الدور الثالث قبل النهائي، انسحب من السباق بعد تعثره في نصف النهائي ببطولة العالم 2009 في برلين ولم يكمل السباق.

## طفولته
من مواليد مدينة المجلد في السودان، انتمى لقبيلة المسيرية، إحدى قبائل إقليم دارفور. عمل بالجيش السوداني بإدارة القوات الجوية والدفاع الجوي برتبة رقيب أول.

## إنجازاته
| السنة | البطولة                                        | الموقع              | النتيجة   | الحدث         |
| ----- | ---------------------------------------------- | ------------------- | --------- | ------------- |
| 2005  | بطولة ألعاب القوى 2005                         | مراكش، المغرب       | الثالث    | 1500 m        |
| 2006  | بطولة ألعاب القوى للشباب 2006                  | بكين، الصين         | السادس    | 800 m         |
| 2007  | بطولة أفريقيا لألعاب القوى 2007                | الجزائر، الجزائر    | الأول     | 800 m         |
| 2008  | بطولة العالم ألعاب القوى للصالات المغلقة 2008  | بلنسية، إسبانيا     | الأول     | 800 m         |
| 2008  | بطولة أفريقيا لألعاب القوى 2008                | أديس أبابا، إثيوبيا | الثاني    | 4x400 m relay |
| 2008  | بطولة ألعاب القوى للشباب 2008                  | برومبيرج، بولندا    | الأول     | 800 m         |
| 2008  | الألعاب الأولمبية الصيفة 2008                  | بكين، الصين         | الثامن sf | 800 m         |
| 2009  | بطولة العالم لألعاب القوى 2009                 | برلين، ألمانيا      | الثامن    | 800 m         |
| 2010  | بطولة العالم لألعاب القوى للصالات المغلقة 2010 | الدوحة، قطر         | الأول     | 800 m         |

## صالات خارجية
| الحدث  | الزمن       | التاريخ       | الموقع    |
| ------ | ----------- | ------------- | --------- |
| 800 م  | 1:42.69 † ‡ | 6 يونيو 2008  | أوسلو     |
| 1000 م | 2:13.93     | 22 يوليو 2008 | استوكهولم |
| 1500 م | 3:39.71     | 3 يونيو 2008  | مالمو     |

جميع المعلومات جمعت من IAAF profile.
مفتاح: † == رقم عالمي، ‡ == رقم عالمي للشباب

## صالات مغلقة
| الحدث  | الوقت   | التاريخ        | الموقع    |
| ------ | ------- | -------------- | --------- |
| 800 م  | 1:44.81 | 9 مارس 2008    | بلنسية    |
| 1000 م | 2:15.77 | 21 فبراير 2008 | استوكهولم |

جميع المعلومات جمعت من الاتحاد الدولي لألعاب القوى ‏.

## وصلات خارجية
- أبو بكر كاكي على موقع الاتحاد الدولي لألعاب القوى (الإنجليزية)
- أبو بكر كاكي على موقع الدوري الماسي (الإنجليزية)
- أبو بكر كاكي على موقع اللجنة الأولمبية الدولية (الإنجليزية)
- أبو بكر كاكي على موقع أوليمبيديا (الإنجليزية)